# Kavaljersflygeln, Rosendals slott

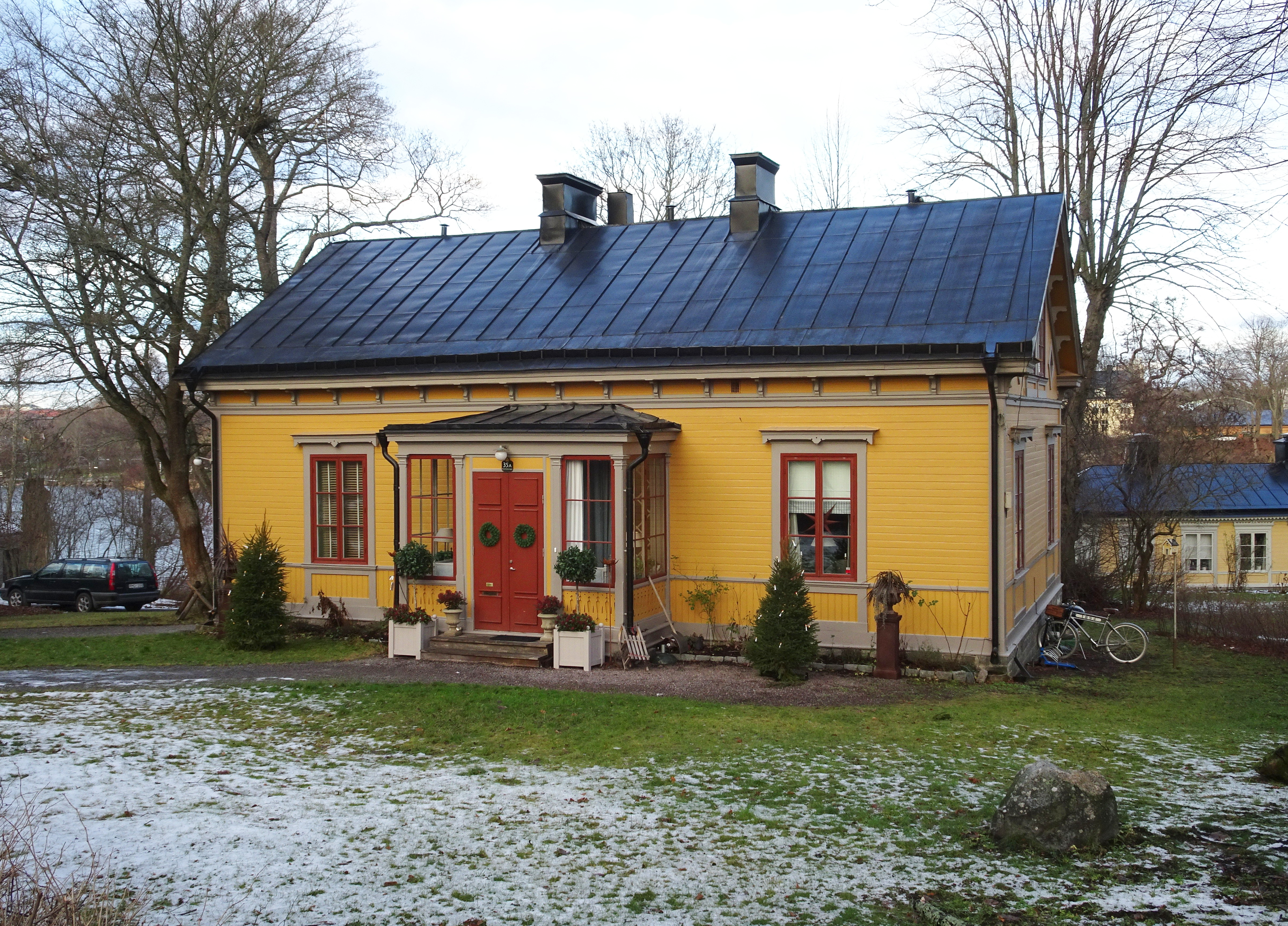
Kavaljersflygeln vid Rosendals slott.

Kavaljersflygeln är en byggnad vid Rosendalsvägen 35 på Rosendals slottsområde på Södra Djurgården i Stockholm. Fastigheten är grönmärkt av Stadsmuseet i Stockholm, vilket innebär "att bebyggelsen bedöms vara särskilt värdefull från historisk, kulturhistorisk, miljömässig eller konstnärlig synpunkt". Huset är ett statligt byggnadsminne sedan 16 november 2006.

## Byggnadsbeskrivning

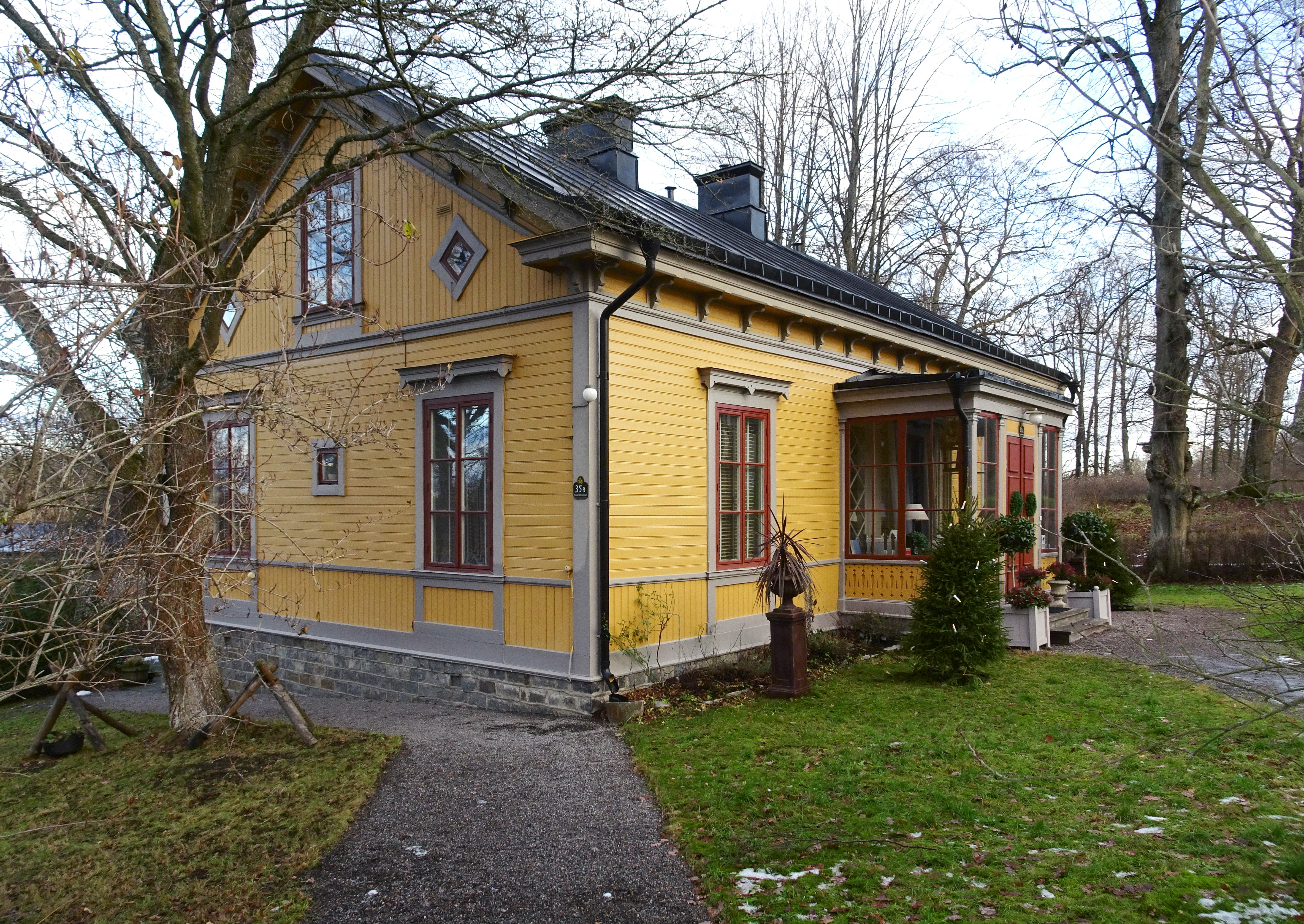
Kavaljersflygeln i januari 2019.

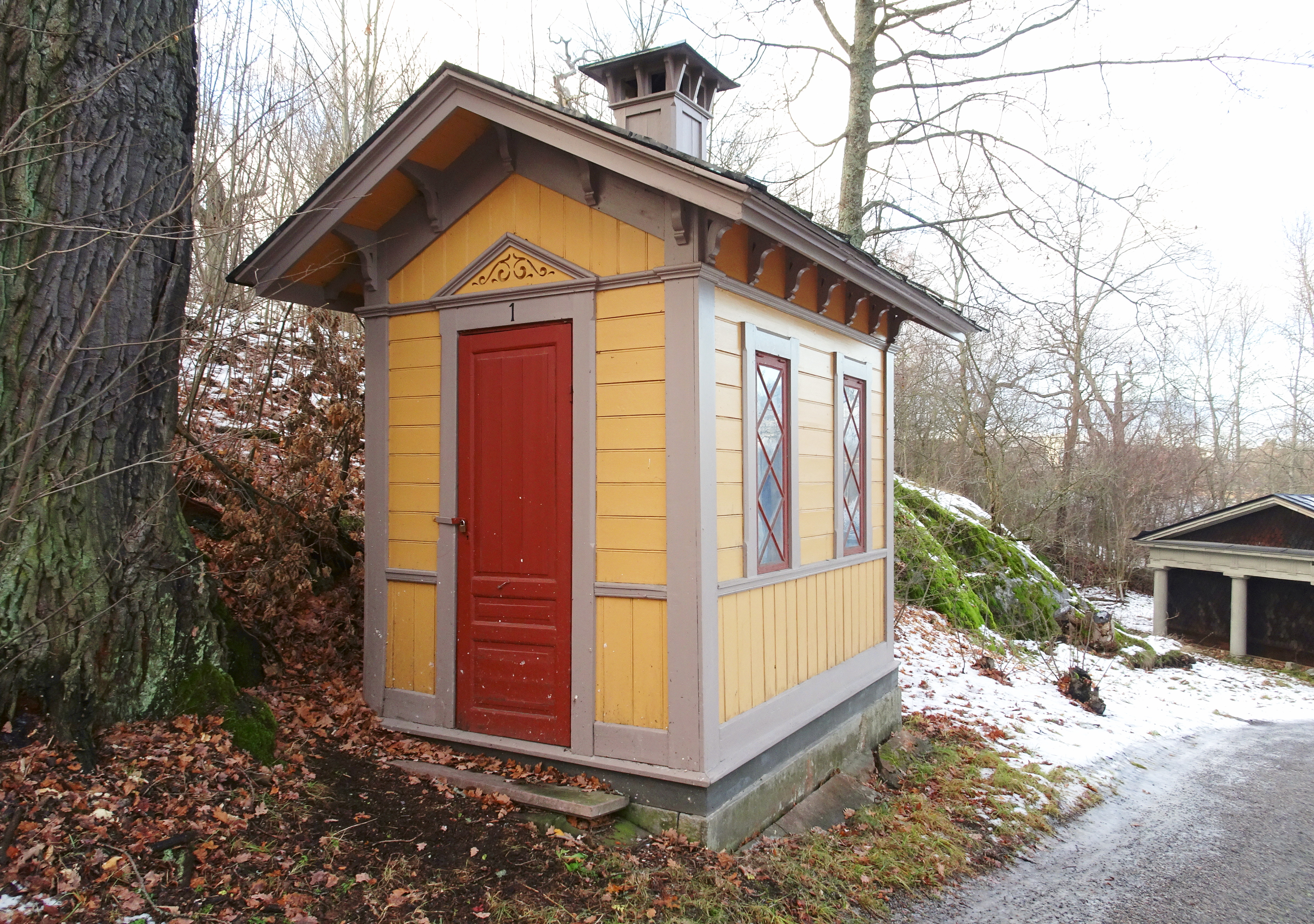
Kavaljersflygelns utedass.

### Huvudbyggnad
Efter änkedrottningen Josefina av Leuchtenbergs död 1876 övertog kung Oskar II Rosendal där han genomförde en omfattande upprustning av slottet. Vid samma tid tillkom också den så kallade kavaljersflygeln, som Oscar II lät uppföra för sin uppvaktning. Byggnaden är litet bostadshus i sluttningen ner mot Djurgårdsbrunnsviken på norra sidan av slottet. Det rör sig om en träbyggnad i en våning med fasader klädda i gulmålad liggpanel med snickeridetaljer i varmvit kulör.
I början av 1900-talet beboddes huset av ingenjören och ballongföraren Hans Fraenkel (1875–1919) som var yngre bror till Knut Fraenkel vilken omkom under Andrées polarexpedition 1896–1897. Hans Fraenkel deltog 1898 i en framgångslös sökexpedition till Sibirien på spaning efter Andrée och hans manskap.
Efter Fraenkel flyttade 1915 journalisten Knut Barr in i kavaljersflygeln. Han var redaktör för bland annat Stockholms-Tidningen och Strix. Under Barrs tid i kavaljersflygeln blev huset en samlingsplats för tidens kända personer i konstnärs-, litteratur-, och skådespelarvärlden. Efter hans bortgång 1929 bodde hans änka Agneta kvar i huset till sin död 1977. 
Därefter lät Djurgårdsförvaltningen rusta upp huset och samtidigt dela upp det i två lägenheter. I början på 1980-talet bodde förste hovintendenten Nils Millar i den ena lägenheten medan den andra hyrdes av en anställd i Djurgårdens förvaltning.

### Utedass
Vid Rosendalsvägen, strax väster om kavaljersflygeln, står ett litet avträde med två fönster på långsidan mot vägen och dörrar från båda kortsidorna. Byggår är okänt men eftersom det går i samma stil som huvudbyggnaden kan man anta att det hörde till kavaljersflygeln och uppfördes vid samma tid. Även det är, liksom huvudbyggnaden, ett statligt byggnadsminne sedan 16 november 2006. Stadsmuseet i Stockholm fann dasset har "synnerligen höga kulturhistoriska värden" och blåmärkte det.